# Bevis Mugabi
Bevis Mugabi, né le 1er mai 1995 à Harrow, est un footballeur international ougandais qui évolue au poste de défenseur central au Carlisle United.

## Biographie

### En équipe nationale
Il reçoit sa première sélection en équipe d'Ouganda le 24 mars 2018, en amical contre Sao Tomé-et-Principe (victoire 3-1).